# الكسندر سبينس
الكسندر سبينس (بالإنجليزية: Alexander Spence)‏ هو عسكري أسترالي، ولد في 5 فبراير 1906 في بوندابيرج في أستراليا، وتوفي في 10 يوليو 1983 في بريزبان في أستراليا.